# Sîrovarî, Zboriv
Sîrovarî (în ucraineană Сировари) este un sat în comuna Bohdanivka din raionul Zboriv, regiunea Ternopil, Ucraina.

## Demografie
Componența lingvistică a localității Sîrovarî
     Ucraineană (99,64%)
     Alte limbi (0,36%)
Conform recensământului din 2001, majoritatea populației localității Sîrovarî era vorbitoare de ucraineană (99,64%), existând în minoritate și vorbitori de alte limbi.